# Хуан Карлос Енао
Хуан Карлос Енао (ісп. Juan Carlos Henao, нар. 30 грудня 1971, Медельїн) — колумбійський футболіст, що грав на позиції воротаря.
Виступав, зокрема, за «Онсе Кальдас», з яким став володарем Кубка Лібертадорес, а також національну збірну Колумбії.

## Клубна кар'єра
У дорослому футболі дебютував 1992 року виступами за команду клубу «Онсе Кальдас», в якій провів дев'ять сезонів, взявши участь у 259 матчах чемпіонату.  Більшість часу, проведеного у складі «Онсе Кальдас», був основним голкіпером команди.
Згодом з 2002 по 2010 рік грав за «Атлетіко Букараманга», рідний «Онсе Кальдас», бразильський «Сантус», «Мільйонаріос», венесуельський «Маракайбо» та «Реал Картахена». Граючи протягом 2002–2004 років за «Онсе Кольдас» став співавтором найвищих на той час досягнень в історії клубу — перемоги у національномі чемпіонаті 2003 року і в розіграші Кубка Лібертадорес наступного року.
2010 року 38-річний на той час голкіпер повернувся до свого рідного «Онсе Кальдас», за який відіграв ще шість сезонів.

## Виступи за збірну
2000 року дебютував в офіційних матчах у складі національної збірної Колумбії. Протягом кар'єри у національній команді, яка тривала 6 років, провів у формі головної команди країни 12 матчів.
У складі збірної був учасником розіграшів Золотого кубка КОНКАКАФ 2000 року, Золотого кубка КОНКАКАФ 2003 року, Кубка конфедерацій 2003 року і Кубка Америки 2004 року.

## Титули і досягнення
- Чемпіон Колумбії (1):

«Онсе Кальдас»: 2003
- Володар Кубка Лібертадорес (1):

«Онсе Кальдас»: 2004
- Срібний призер Золотого кубка КОНКАКАФ: 2000